# Saša Zdjelar
Saša Zdjelar (serbisch-kyrillisch Саша Здјелар; * 20. März 1995 in Belgrad) ist ein serbischer Fußballspieler.

## Karriere

### Verein
Zdjelar begann seine Karriere beim OFK Belgrad. Im Dezember 2011 debütierte er für die Profis des OFK in der SuperLiga, dies war zugleich sein einziger Einsatz in der Saison 2011/12. In der Saison 2012/13 gehörte er fest dem Profiteam an und absolvierte 15 Partien. Im September 2013 wurde er von Olympiakos Piräus aus Griechenland unter Vertrag genommen, zunächst aber für zwei Jahre zurück nach Belgrad verliehen. In der Saison 2013/14 kam er zu 27 Einsätzen, in der Spielzeit 2014/15 spielte er 19 Mal.
Zur Saison 2015/16 ging er schließlich nach Piräus. In seiner ersten Saison in Griechenland kam er zu acht Einsätzen in der Super League, zudem spielte er zweimal in der UEFA Europa League. Mit Olympiakos wurde er Meister. In der Saison 2016/17 kam er in der Hinrunde nur zu einem Kurzeinsatz in der Qualifikation zur Europa League. Im Anschluss wurde er im Januar 2017 nach Spanien an den Zweitligisten RCD Mallorca verliehen. Für Mallorca kam er bis Saisonende zu 15 Einsätzen in der Segunda División, aus der er mit dem Team aber abstieg.
Zur Saison 2017/18 kehrte Zdjelar wieder nach Piräus zurück. Diesmal kam er für Olympiakos zu vier Einsätzen in der Super League in der Hinrunde, ehe er im Januar 2018 ein zweites Mal verliehen wurde, diesmal in seine Heimatstadt an den FK Partizan Belgrad. Für Partizan absolvierte er bis zum Ende der Spielzeit zwölf Partien in der höchsten serbischen Spielklasse. Zur Saison 2018/19 wurde der Mittelfeldspieler von Partizan fest verpflichtet. In der Saison 2018/19 kam er zu 32 Einsätzen in der SuperLiga. In der Spielzeit 2019/20 spielte er 28 Mal, in der Saison 2020/21, ab der er Kapitän der Mannschaft war, kam er zu 31 Einsätzen. In der Saison 2021/22 absolvierte er 32 Partien.
Nach weiteren drei Einsätzen zu Beginn der Saison 2022/23 wechselte Zdjelar im Juli 2022 nach Russland zu ZSKA Moskau.

### Nationalmannschaft
Zdjelar spielte ab der U-17 für sämtliche serbische Jugendnationalauswahlen. Mit der U-19-Mannschaft nahm er 2014 an der EM teil. Bei dieser erreichten die Serben das Halbfinale, der Defensivspieler kam in allen vier Partien zum Einsatz. Durch das Erreichen des Halbfinales durfte die serbische U-20-Auswahl 2015 an der WM teilnehmen, für die Zdjelar ebenfalls nominiert wurde. Mit Serbiens U-20 wurde er Weltmeister, während des Bewerbs kam er in allen sieben Partien zum Zug.
Zwischen September 2015 und März 2017 spielte er achtmal im U-21-Team. Im Mai 2016 stand er erstmals im Kader der A-Nationalmannschaft. Sein Debüt gab er im selben Monat in einem Testspiel gegen Israel.